# Bailleul-le-Soc

Bailleul-le-Soc este o comună în departamentul Oise, Franța. În 1 ianuarie 2022 avea o populație de 644 de locuitori.